# Get Rich or Die Tryin’ (Soundtrack)
Music from and Inspired by the Motion Picture Get Rich or Die Tryin’ ist das Soundtrack-Album zum gleichnamigen Film Get Rich or Die Tryin’. Es wurde am 8. November 2005 über die Labels G-Unit Records, Aftermath Entertainment und Interscope Records veröffentlicht. Die meisten Lieder des Albums stammen von dem Rapper 50 Cent, der auch im Film die Hauptrolle spielt.

## Beteiligte Musiker
Ein Großteil der Lieder des Soundtracks stammt von dem Rapper und Labelchef von G-Unit Records 50 Cent, der an 15 der 19 Songs beteiligt ist. Außerdem sind weitere Künstler, die zur Erscheinungszeit bei G-Unit unter Vertrag standen, auf dem Album vertreten. So ist die Sängerin Olivia auf zwei Stücken zu hören, während der Rapper Lloyd Banks bei fünf Liedern auftritt. Young Buck tritt auf drei Titeln in Erscheinung und die Rapper Tony Yayo, Mase, M. O. P. und Prodigy sind auf je einem Track zu hören. Das Rap-Duo Mobb Deep und Spider Loc sind an zwei Stücken beteiligt und der nicht bei G-Unit unter Vertrag stehende Rapper Nate Dogg hat einen Gastbeitrag auf einem Song.

## Produktion
Für die Instrumentale des Albums zeigen sich verschiedene Produzenten verantwortlich. Dr. Dre produzierte in Zusammenarbeit mit Mike Elizondo und Che Vicious die Lieder Talk About Me und When It Rains It Pours. Für den Beat von Hustler’s Ambition war B-Money "B$" zuständig und das Instrumental zu What If schuf Nick Speed. Hi-Tek produzierte den Beat zu Best Friend und zusammen mit J. R. Rotem den Song Don’t Need No Help. Black Jeruz arbeitete mit Sha Money XL an Things Change, während der Track You Already Know von The Outfit produziert wurde. Kickdrums Productions und Recognize Reel produzierten When Death Becomes You und der Beat von Have a Party stammt von Fredwreck. Das Instrumental zum Track We Both Think Alike schuf DJ Khalil, All-Star produzierte Get Low und Fake Love ist eine Produktion von K.O. C. Styles und Sire produzierten den Beat zu Window Shopper und das Instrumental von Born Alone, Die Alone stammt von Havoc. Sha Money XL ist für den Beat des Songs You a Shooter verantwortlich, während Jake One I Don’t Know Officer produzierte. Außerdem zeigt sich Solomon für die Produktion von Cloud 9 verantwortlich und Ron Browz schuf den Beat zu I’ll Whip Ya Head Boy.

## Covergestaltung
Das Albumcover zeigt ein schwarz-weißes Bild von 50 Cent, der mit seinem tätowierten Rücken zur Kamera steht und ein Kind im Arm hält. In seinem Hosenbund steckt eine Pistole. Der Titel Music from and Inspired by the Motion Picture Get Rich or Die Tryin’ steht im Zentrum der Illustration.

## Titelliste
| #  | Titel                             | Künstler                                        | Produzent                             | Länge |
| -- | --------------------------------- | ----------------------------------------------- | ------------------------------------- | ----- |
| 1  | Hustler’s Ambition                | 50 Cent                                         | B-Money "B$"                          | 3:57  |
| 2  | What If                           | 50 Cent                                         | Nick Speed                            | 3:05  |
| 3  | Things Change                     | Spider Loc, 50 Cent, Lloyd Banks                | Black Jeruz, Sha Money XL             | 3:59  |
| 4  | You Already Know                  | Lloyd Banks, 50 Cent, Young Buck                | The Outfit                            | 4:15  |
| 5  | When Death Becomes You            | M. O. P., 50 Cent                               | Kickdrums Productions, Recognize Reel | 3:05  |
| 6  | Have a Party                      | Mobb Deep, 50 Cent, Nate Dogg                   | Fredwreck                             | 3:55  |
| 7  | We Both Think Alike               | 50 Cent, Olivia                                 | DJ Khalil                             | 3:05  |
| 8  | Don’t Need No Help                | Young Buck                                      | Hi-Tek, J. R. Rotem                   | 2:50  |
| 9  | Get Low                           | Lloyd Banks                                     | All-Star                              | 3:56  |
| 10 | Fake Love                         | Tony Yayo                                       | K.O.                                  | 3:20  |
| 11 | Window Shopper                    | 50 Cent                                         | C. Styles, Sire                       | 3:10  |
| 12 | Born Alone, Die Alone             | Lloyd Banks                                     | Havoc                                 | 3:00  |
| 13 | You a Shooter                     | Mobb Deep, 50 Cent                              | Sha Money XL                          | 3:05  |
| 14 | I Don’t Know Officer              | 50 Cent, Lloyd Banks, Prodigy, Spider Loc, Mase | Jake One                              | 4:32  |
| 15 | Talk About Me                     | 50 Cent                                         | Dr. Dre, Mike Elizondo, Che Vicious   | 3:41  |
| 16 | When It Rains It Pours            | 50 Cent                                         | Dr. Dre, Che Vicious, Mike Elizondo   | 4:02  |
| 17 | Cloud 9 (Bonussong)               | Olivia, 50 Cent                                 | Solomon                               | 4:19  |
| 18 | Best Friend (Bonussong)           | 50 Cent                                         | Hi-Tek                                | 4:11  |
| 19 | I’ll Whip Ya Head Boy (Bonussong) | 50 Cent, Young Buck                             | Ron Browz                             | 3:56  |

## Rezeption
| Professionelle Bewertungen | Professionelle Bewertungen |
| -------------------------- | -------------------------- |
| Kritiken                   |                            |
| Quelle                     | Bewertung                  |
| laut.de                    | [ 3 ]                      |
| Rolling Stone              | [ 4 ]                      |
| allmusic                   | [ 5 ]                      |
| rapreviews.com             | [ 6 ]                      |

Dani Fromm von laut.de bewertete das Album mit zwei von möglichen fünf Punkten. Der Rap und die Musik seien größtenteils von „Eintönigkeit“ geprägt, wobei die Songs alle gleich aufgebaut seien: „Strophe, Hook, Strophe, Hook, Stimmlage und Tempo dürfen sich auf gar keinen Fall ändern.“ Im Vergleich mit den anderen Liedern erweise sich Tony Yayos Fake Love als besonders schlecht, wogegen „die einzige wirklich empfehlenswerte Nummer“ der Bonussong Best Friend sei.

## Kommerzieller Erfolg

### Chartplatzierungen und Singles
Music from and Inspired by the Motion Picture Get Rich or Die Tryin’ stieg in der 47. Kalenderwoche des Jahres 2005 auf Platz 27 in die deutschen Charts ein und fiel in den folgenden Wochen auf die Positionen 38 und 52. In der 7. Kalenderwoche 2006 erreichte das Album mit Position 15 die höchste Platzierung. Insgesamt hielt sich der Soundtrack 19 Wochen in den Top 100. In den USA stieg das Album auf Platz 2 ein und konnte sich 30 Wochen in den Charts halten.
Als Singles wurden die Lieder Hustler’s Ambition, Window Shopper, Best Friend, I’ll Whip Ya Head Boy und Have a Party ausgekoppelt.
| ChartsChartplatzierungen       | Höchstplatzierung | Wochen |
| ------------------------------ | ----------------- | ------ |
| Deutschland (GfK)              | 15 (19 Wo.)       | 19     |
| Österreich (Ö3)                | 39 (13 Wo.)       | 13     |
| Schweiz (IFPI)                 | 23 (18 Wo.)       | 18     |
| Vereinigte Staaten (Billboard) | 2 (30 Wo.)        | 30     |
| Vereinigtes Königreich (OCC)   | 18 (17 Wo.)       | 17     |

| ChartsJahrescharts (2006)      | Platzierung |
| ------------------------------ | ----------- |
| Vereinigte Staaten (Billboard) | 50          |

### Auszeichnungen für Musikverkäufe
In den USA wurde das Album für mehr als eine Million verkaufte Exemplare mit einer Platin-Schallplatte ausgezeichnet.

| Land/Region                  | Auszeichnungen für Musikverkäufe (Land/Region, Auszeichnung, Verkäufe) | Verkäufe  |
| ---------------------------- | ---------------------------------------------------------------------- | --------- |
| Italien (FIMI)               | Platin                                                                 | 50.000    |
| Neuseeland (RMNZ)            | Platin                                                                 | 15.000    |
| Vereinigte Staaten (RIAA)    | Platin                                                                 | 1.000.000 |
| Vereinigtes Königreich (BPI) | Platin                                                                 | 300.000   |
| Insgesamt                    | 4× Platin ·                                                            | 1.365.000 |

Hauptartikel: 50 Cent/Auszeichnungen für Musikverkäufe